# Ohangaron
Ohangaron (kyrillisch Оҳангарон; russisch Ахангаран Achangaran) ist eine Stadt in der usbekischen Viloyat Taschkent, gelegen etwa 50 km südöstlich der usbekischen Hauptstadt Taschkent. Ohangaron hatte laut der Volkszählung von 1989 damals 31.100 Einwohner, laut einer Berechnung für 2009 beträgt die Einwohnerzahl 36.755.

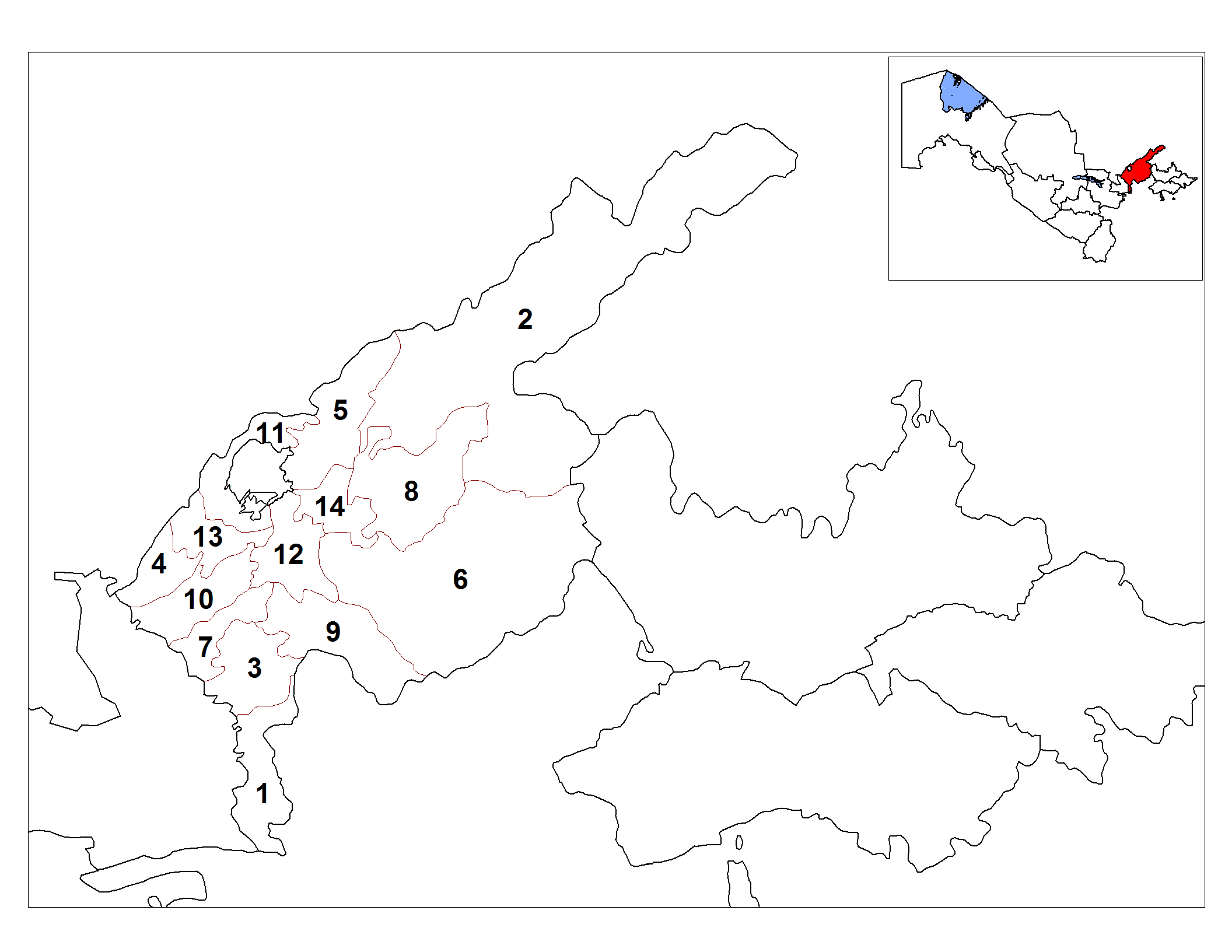
Distrikte der Viloyat Taschkent: Ohangaron ist hier als Nummer 6 markiert

Ohangaron ist eine kreisfreie Stadt und zudem Hauptort eines gleichnamigen Distriktes. Sie liegt nördlich des auch als Ohangaron bekannten Flusses Angren an der Eisenbahnstrecke von Taschkent nach Angren. Ohangaron wurde 1960 im Zuge der Errichtung eines Zementwerkes gegründet und 1966 zur Stadt erhoben.